# 重庆市文物考古研究院
重庆市文物考古研究院（重庆文化遗产保护中心）（英文：Chongqing Cultural Relics and Archaeology Research Institute，缩写：CQA，简称：文研院、考古院）位于渝中区枇杷山正街72号，系重庆市文化和旅游发展委员会（重庆市文物局）直属正处级文博科研事业单位。前身重庆市文物考古所成立于2000年，是伴随重庆直辖、三峡工程文物抢救保护而诞生的一支省级专业文化遗产保护单位。

## 历史沿革
2000年，以重庆市博物馆考古队为班底成立重庆市文物考古所， 2006年独立运行。
2008年，增挂“重庆文化遗产保护中心”牌子。
2011年，经市编委批准更名为“重庆市文化遗产研究院”，新增信息咨询和培训职能。
2012年，重庆市文物工作会上“重庆市文化遗产研究院”正式挂牌成立。
2021年，经市编委批准更名为“重庆市文物考古研究院”（重庆文化遗产保护中心）。

## 机构设置
编制数 87 人，在职人数 67 人，退休 5 人。由于配合市内基本建设文物保护、 承担后续三峡文物保护任务繁重，还聘用其他工作人员 110 余人，目前实际工作人员已达 180 余人。下设办公室、财务科、基本建设考古办公室、考古研究所、石窟考古中心、大遗址考古和保护中心、建筑遗产研究所、文物修复保护所、文物保管研究所、公众考古中心、后勤科等11个部门。
设置有科技保护实验室、数字化考古实验室、动物考古实验室、植物考古实验室、文物影像实验室等，合作设立中俄科技考古所。正着力试水考古文创、考古研学等，不断拓展文物考古工作边界。
“三馆一院”于2022年秋季正式启动，由重庆考古虚拟展示体验馆、重庆考古标本陈列馆（原“透明库房”）、重庆故事馆、枇杷山书院（考古书院）组成。

## 交通
重庆轨道交通1号线七星岗站2号口